# Kim Ju-sung
Kim Ju-sung (김주성?; 12 dicembre 2000) è un calciatore sudcoreano, difensore del Seoul e della nazionale sudcoreana.

## Caratteristiche tecniche
È un difensore centrale.

## Carriera

### Club
Ha giocato nella prima divisione sudcoreana.

### Nazionale
Con la nazionale Under-20 sudcoreana ha preso parte al Campionato mondiale di calcio Under-20 2019.
Nel 2023 ha esordito in nazionale maggiore, venendo poi anche convocato per la Coppa d'Asia 2023.